# René-Charles-Hippolyte Le Prestre de Chateaugiron
René-Charles-Hippolyte Le Prestre, marquis de Châteaugiron, est un militaire, diplomate, homme de lettres et politique français né le 17 septembre 1774 à Rennes (Ille-et-Vilaine) et décédé le 6 juin 1848 à Nice (Alpes-Maritimes).

## Biographie
René-Charles-Hippolyte Le Prestre de Châteaugiron est le fils de René Joseph Le Prestre, comte de Châteaugiron, et d'Agathe de Trécesson.
Il passe quelques années en Allemagne, avant de revenir en France en 1793, devenant officier de cavalerie. Aide de camp de Marceau, il est emprisonné quelques mois comme suspect, car noble.
En 1799, il devient secrétaire de la légation française en Prusse, puis en Russie. Le 20 mars 1815, il est nommé inspecteur commandant des gardes nationales à Sceaux.
Conseiller général de la Seine sous la Restauration, Hippolyte de Châteaugiron est nommé pair de France le 11 septembre 1835, mais ne siège pas.